# Elecciones legislativas de Macao de 2021
Las elecciones legislativas de Macao de 2021 se llevaron a cabo el 12 de septiembre de 2021. En ellas se eligió a 33 miembros de la Asamblea Legislativa de Macao, 14 elegidos directamente por todos los electorados, 12 elegidos indirectamente por grupos de intereses especiales y 7 nombrados por el Jefe Ejecutivo 15 días después de la anuncio de los resultados electorales.
La tasa de participación electoral para las elecciones directas a la Asamblea Legislativa de 2021 se situó en el 42% después del cierre de las urnas, la tasa más baja registrada desde el establecimiento de la Región Administrativa Especial de Macao en 1999.

## Desarrollo
La Comisión de Asuntos Electorales descalificó sin precedentes a unos 21 candidatos que pretendían competir en las elecciones directas. Como resultado de que esos 21 aspirantes no pudieron postularse, cinco listas de candidatos quedaron sin calificar debido al requisito electoral de un mínimo de 4 contendientes en cada lista.
Todos los candidatos a favor de la democracia, excepto la lista de candidatos de José Pereira Coutinho, no pudieron participar en las elecciones. La descalificación masiva causó conmoción, ya que se ha considerado que Macao "obedece" al gobierno de Beijing.

## Resultados
La participación en las elecciones fue solo del 42,38%, la más baja desde las elecciones de 1988. Se dijo que la descalificación masiva fue la razón por la que los residentes no votaron, pero los funcionarios afirmaron que el clima y la pandemia de COVID-19 habían sido los principales factores. El número de votos inválidos y en blanco batió récords.
El campo prodemocracia ganó solo 2 escaños de 33, mientras que el resto estuvo bajo el control de partidos y políticos pro gobierno y pro Beijing, como se esperaba.
| N.º                                           |                                    | Afiliación política                                                           | Voto popular | % de votos | Variación | Escaños | Variación   |
| --------------------------------------------- | ---------------------------------- | ----------------------------------------------------------------------------- | ------------ | ---------- | --------- | ------- | ----------- |
| Campo Pro-Pekín                               |                                    |                                                                               |              |            |           |         |             |
| 3                                             |                                    | Asociación de Ciudadanos Unidos de Macao (ACUM)                               | 26,593       | 20.14      | 11.52     | 3       | 2           |
| 11                                            |                                    | Unión para el Desarrollo (UPD)                                                | 23,760       | 17.99      | 8.32      | 2       | Sin cambios |
| 1                                             |                                    | Unión Macao-Guangdong (UMG)                                                   | 16,808       | 12.73      | 2.76      | 2       | Sin cambios |
| 8                                             |                                    | Unión de la Promoción del Progreso (UPP)                                      | 15,100       | 11.43      | 4.28      | 2       | 1           |
| 9                                             |                                    | Alianza por un Hogar Feliz (ABL)                                              | 14,232       | 10.78      | 5.28      | 2       | 1           |
| Campo Pro-Democracia                          |                                    |                                                                               |              |            |           |         |             |
| 14                                            |                                    | Nueva Esperanza (NE)                                                          | 18,232       | 13.81      | 5.48      | 2       | 1           |
| Centristas                                    |                                    |                                                                               |              |            |           |         |             |
| 6                                             |                                    | Energía de Sinergia (PS)                                                      | 8,763        | 6.64       | 2.49      | 1       | 1           |
| 2                                             |                                    | Guardia Cívica (Cívico)                                                       | 3,729        | 2.82       | 2.74      | 0       | 1           |
| Sin representación parlamentaria              |                                    |                                                                               |              |            |           |         |             |
| 7                                             |                                    | Fuerza del Diálogo                                                            | 1433         | 1.09       | N/A       | 0       | Sin cambios |
| 5                                             |                                    | Energia Colectiva de Macao                                                    | 918          | 0.70       | N/A       | 0       | Sin cambios |
| 12                                            |                                    | Poderes del Pensamiento Político (PPP)                                        | 834          | 0.63       | 0.24      | 0       | Sin cambios |
| 10                                            |                                    | Ou Mun Kong I (OMKI)                                                          | 778          | 0.59       | 0.36      | 0       | Sin cambios |
| 4                                             |                                    | Plataforma para los Jóvenes                                                   | 542          | 0.41       | N/A       | 0       | Sin cambios |
| 13                                            |                                    | Alianza para la Promoción de la Ley Básica de Macao                           | 334          | 0.25       | N/A       | 0       |             |
| Total                                         | Total                              | Total                                                                         | 137,279      | 100        |           | 14      | Sin cambios |
| Votos válidos                                 | Votos válidos                      | Votos válidos                                                                 | 132,056      | 96.20      |           |         |             |
| Votos nulos                                   | Votos nulos                        | Votos nulos                                                                   | 2,082        | 1.52       |           |         |             |
| Votos en blanco                               | Votos en blanco                    | Votos en blanco                                                               | 3,141        | 2.38       |           |         |             |
| Votantes registrados/participación            | Votantes registrados/participación | Votantes registrados/participación                                            | 323,907      | 42.38      |           |         |             |
| Miembros elegidos indirectamente y designados |                                    |                                                                               |              |            |           |         |             |
| —                                             |                                    | Unión de Intereses de Empleadores de Macao (OMKC)                             | 969          |            |           | 4       | Sin cambios |
| —                                             |                                    | Federación de Asociaciones de Empleados (CCCAE)                               | 1,074        |            |           | 2       | Sin cambios |
| —                                             |                                    | Unión de Intereses Profesionales de Macao (OMCY)                              | 624          |            |           | 3       | 1           |
| —                                             |                                    | Asociación para la Promoción de los Servicios Sociales y la Educación (APSSE) | 1,775        |            |           | 1       | Sin cambios |
| —                                             |                                    | Excelente Unión Cultura y Deporte (União Excelente)                           | 2,317        |            |           | 2       | Sin cambios |
| —                                             |                                    | Miembros designados por el Jefe Ejecutivo                                     |              |            |           | 7       | Sin cambios |